# Sønderborgmotorvejen
Der Sønderborgmotorvejen ("Sønderborgautobahn", P 8; interne Bezeichnung: M51) ist eine 2016 eröffnete Autobahn in Dänemark, die von der den dänischen Südabschnitt der Europastraße 45 bildenden Sønderjyske Motorvej in Jütland zu der am Alsensund gelegenen Stadt Sønderborg führt. 

## Verlauf

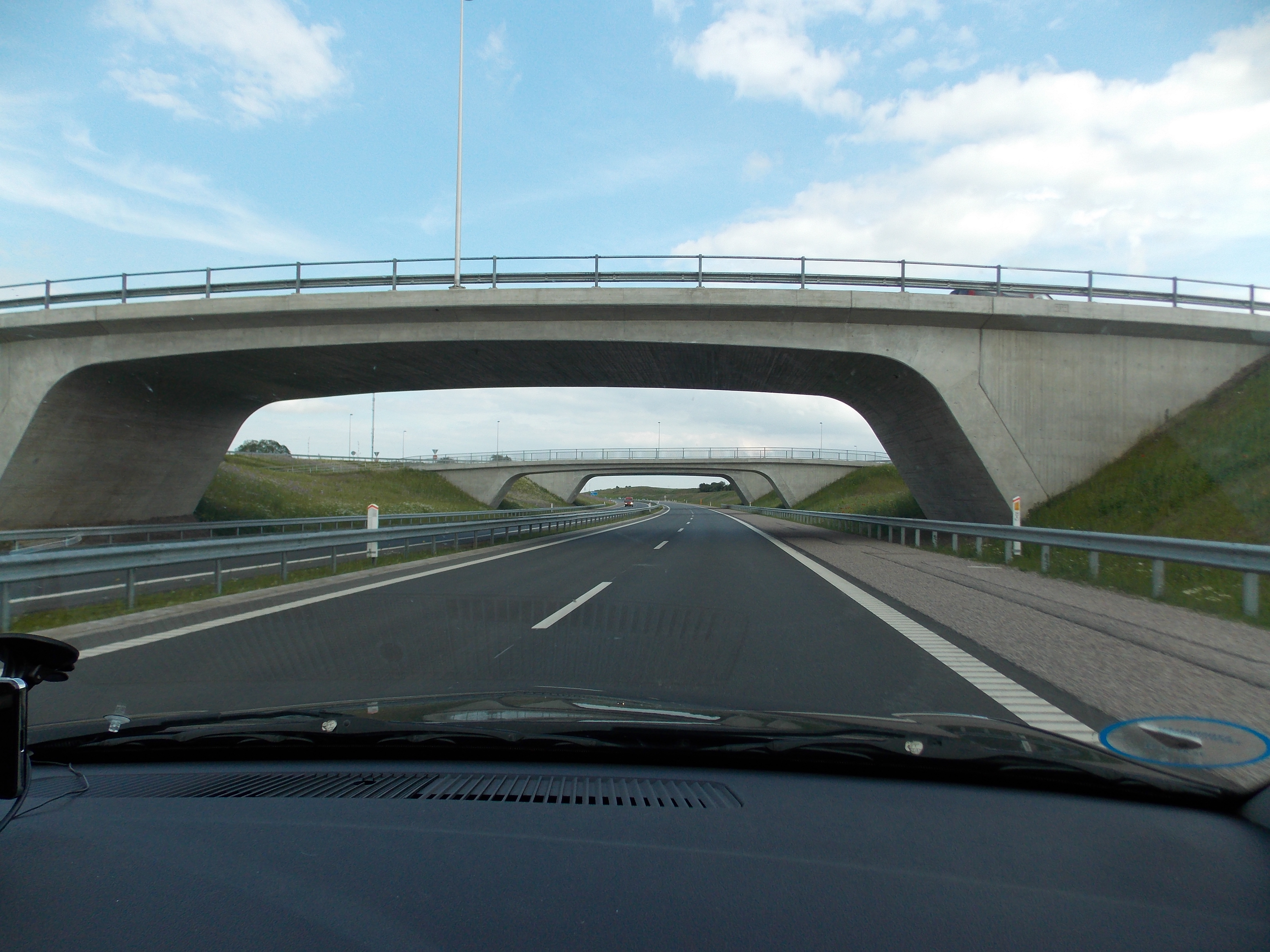
Die Autobahn in Dybbøl (Düppel)

Die mit einer Breite von 29 m errichtete Autobahn ist 26 Kilometer lang. Sie ersetzt westlich der Alssundbroen (Alssundbrücke) die vom Fährhafen Fynshav kommenden Primærrute 8, die hier zur Sekundærrute 401 herabgestuft wurde, und verläuft durch die Halbinsel Sundeved (deutsch: Sundewitt) zur E 45, die sie bei am Autobahnkreuz Kliplev erreicht. Nördlich der Autobahn führt die weitgehend als Autostraße (Motortrafikvej) ausgebaute Primærrute 41 von Sonderborg zur E 45, die sie an der Anschlussstelle 71 (Aabenraa) erreicht.

## Geschichte
Der Bau der Autobahn wurde durch eine Öffentlich-private Partnerschaft (ÖPP) finanziert.